# U2 (Band)
U2 (Aussprache [juː tuː]) ist eine irische Rockband, die 1976 in Dublin gegründet wurde und seit 1978 unter ihrem heutigen Namen bekannt ist. Die Band besteht seit ihrer Gründung aus dem Leadsänger Bono (Paul David Hewson), dem Gitarristen The Edge (David Howell Evans), dem Bassisten Adam Clayton sowie dem Schlagzeuger Larry Mullen junior. 
1976 gründete sich die Band unter dem Namen Feedback und gewann 1978 als U2 eine Talentshow, wodurch sie ihren ersten Plattenvertrag erhielten. In den 1980er Jahren avancierte U2 zu einer der weltweit kommerziell erfolgreichsten Rockbands und veröffentlichte seither zahlreiche Nummer-eins-Hits in verschiedenen Ländern. Allein das Album The Joshua Tree (1987) zählt mit 25 Millionen Verkäufen zu den meistverkauften Alben der Musikgeschichte. Ihre 360° Tour gehört mit einem Einspielergebnis von rund 730 Millionen US-Dollar zu den umsatzstärksten Welttourneen überhaupt. U2 setzten sich für zahlreiche soziale und politische Projekte ein, die sie teilweise in ihren Songs thematisieren.

## Geschichte

### Gründung der Band (1976 bis 1979)
Nachdem der damals 14-jährige Schlagzeuger Larry Mullen junior eine Notiz am schwarzen Brett der Mount Temple Comprehensive School in Dublin hinterließ, in der er Musiker suchte, um eine Band zu gründen, entstand am 25. September 1976 die fünfköpfige Band Feedback. Neben den heutigen Mitgliedern der Band U2 war ursprünglich auch noch Richard Evans, Bruder des Gitarristen The Edge, Mitglied; er stieg aber aus, als er 1978 auf das College abging, und wechselte zu den Virgin Prunes. Die nunmehr vierköpfige Gruppe benannte sich in The Hype um, und der Bassist Adam Clayton fungierte nebenher als ihr Bandmanager.
Den Namen U2 (nach dem Spionageflugzeug des Typs Lockheed U-2) nahm die Band auf Initiative ihres Freundes Steve Averill an. Steve, später unter dem Namen Steve Rapid Sänger der Dubliner Punkband The Radiators from Space, ist bis heute mit seinem Unternehmen four5one für das Design von U2, also Cover-Artwork für Alben, Singles, DVDs, Konzertplakate, Merchandising usw. verantwortlich.
Am 18. März 1978 trat die Band dann unter dem Namen U2 in der Talentshow Pop Group '78 in Limerick (Irland) auf. Als Gewinner der Veranstaltung bekam die Band außer dem Preisgeld von 500 britischen Pfund auch einen Plattenvertrag von CBS Records. Im Mai 1978 wurde Paul McGuinness durch den Journalisten Bill Graham der Band vorgestellt und wurde kurz danach deren Manager, was er bis November 2013 blieb. U2 bezeichneten ihn oft als „fünftes Bandmitglied“, als das er auch mit 1/5 an den Bandeinnahmen beteiligt wurde. Auf Empfehlung von McGuinness übernahm danach Guy Oseary, Madonnas langjähriger Manager, offiziell das Tagesgeschäft, wobei dieser schon in den Monaten vorher die Aufnahmen zum 2014er-Album der Band betreute. Das erste Demo entstand im April 1978 mit Jackie Hayden in den Keystone Studios in Dublin. Es umfasste die Titel Street Mission, Shadows and Tall Trees sowie The Fool. Bereits im Dezember 1978 nahm die Band mit Barry Devlin ein zweites Demo in den Eamonn Andrews Studios in Dublin auf; die Titel waren Lost on a distant planet, Twilight, Another Time, Another Place sowie Alone in the Light. Weitere Demos entstanden im Mai 1979 wiederum in den Eamonn Andrews Studios in Dublin. Enthalten waren 11 o'Clock Tick Tock, Touch, Another Day, The dream is Over, Out of Control, Boy-Girl, Stories for Boys sowie A Day Without Me.
Im September 1979 kam bei CBS Ireland ihre erste Extended Play mit dem Titel Three heraus. Sie umfasste die Lieder Out of Control, Stories for Boys sowie Boy-Girl und erreichte Platz 19 der irischen Single-Charts.

### Boy, October, War (1980 bis 1983)

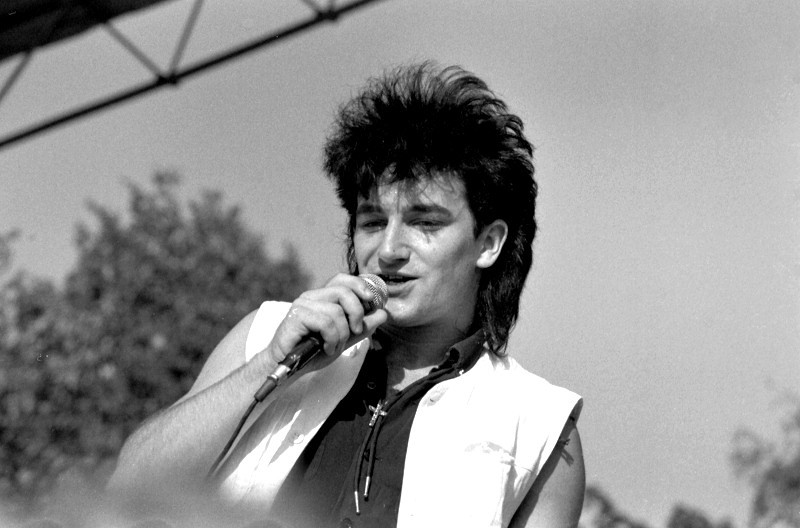
Sänger Bono (1983)

Im März 1980 unterschrieb die Band einen Vertrag mit Island Records. Nach ihrer ersten größeren Tour erschien am 20. Oktober das Debütalbum Boy.
Schon 1981 brachten sie den Nachfolger October heraus, mit dem sie die Aufmerksamkeit der Öffentlichkeit und der Kritiker auf sich zogen. In Irland konnten sich die Singles Fire und Gloria in den Top 10 platzieren. Bono, The Edge und Larry traten während dieser Zeit einer christlichen Gemeinschaft namens Shalom bei, wodurch es beinahe zur Auflösung der Band kam: Die Regeln jener Gemeinschaft ließen gleichzeitige Mitgliedschaft in einer Rock-'n'-Roll-Band nicht zu. Schließlich entschied man sich zugunsten der Musik, in deren Texten immer wieder religiöse Motive auftauchen.
1983 erschien ihr drittes Album War. Die erste Singleauskopplung aus diesem Album, New Year’s Day, die sich mit der polnischen Solidarność-Bewegung beschäftigt, war ihr erster Hit in den US-amerikanischen Billboard Hot 100. Aus War wurde außerdem die Single Sunday, Bloody Sunday ausgekoppelt, in der sich U2 mit dem Nordirlandkonflikt auseinandersetzte; mit dem Titel wird gleichermaßen auf den Osteraufstand von 1916 wie auf die Blutsonntage 1920 und 1972 angespielt. Auf der folgenden Tournee gab U2 erstmals ausverkaufte Konzerte. Aufnahmen dieser Tour kamen 1983 unter dem Namen Under a Blood Red Sky als erstes Livealbum der Band heraus.
Produziert wurden die ersten Alben von Steve Lillywhite, der auch später weitere Alben mit U2 produzierte.

### The Unforgettable Fire (1984 bis 1986)
Ihr viertes Studioalbum wurde 1984 unter dem Namen The Unforgettable Fire veröffentlicht, benannt nach einer Bilderserie über die Atombombenabwürfe auf Hiroshima und Nagasaki. Die erste Single aus dem Album, Pride (In the Name of Love), widmeten sie Martin Luther King. Der als zweite Single ausgekoppelte Titeltrack wurde ihr erster Nummer-eins-Hit in ihrer Heimat Irland. Während der folgenden Tour bezeichnete der Rolling Stone U2 als „Die Band der 80er“ und die einzige Band von Bedeutung (“The only band that matters”). Mit diesem Album wurde der erste große Stilwechsel vollzogen, der stark von den beiden neuen Produzenten Brian Eno und Daniel Lanois beeinflusst war, die noch öfter mit U2 zusammenarbeiteten.
Das Live-Aid-Konzert zur Bekämpfung der Hungersnot in Äthiopien im Juli 1985 wurde von mehreren hundert Millionen Menschen weltweit gesehen. U2 sollte eigentlich kein Haupt-Act auf diesem Konzert sein, sie spielten eine 13-minütige Version von Bad. 1986 verstärkten sie ihr politisches Engagement, indem sie an der Conspiracy-of-Hope-Tour für Amnesty International teilnahmen.

### The Joshua Tree, Rattle and Hum (1987 bis 1990)
Das 1987 erschienene Album The Joshua Tree stieg in Großbritannien, den USA und Deutschland auf Platz 1 der Charts. Die ausgekoppelten Singles With or Without You und I Still Haven’t Found What I’m Looking For erreichten in den USA Platz 1 der Single-Charts. Unter den Musikkritikern gilt The Joshua Tree als das beste Album der Band und als Meilenstein der Musikgeschichte. In Deutschland ist es unter den Top 50 der meistverkauften Alben aller Zeiten. Nach den Beatles und The Who wurde U2 als dritte Rockband auf dem Titel des Time Magazine abgelichtet. Die zum Album folgende Joshua-Tree-Tour war weltweit ausverkauft.
Am 27. Oktober 1988 kam die Dokumentation Rattle and Hum in die US-amerikanischen und am 17. November 1988 in die deutschen Kinos. Sie begleitet die Bandmitglieder auf der Joshua-Tree-Tour und enthält Interviews mit ihnen und zahlreiche Live-Aufnahmen, die während der Tour entstanden sind. Das Album Rattle and Hum mit Livematerial der Tour und neuen Liedern erschien parallel zum Kinofilm. Das Album enthält unter anderem Coverversionen des Beatles-Songs Helter Skelter und von Bob Dylans All Along the Watchtower sowie das zusammen mit B. B. King neu aufgenommene Lied When Love Comes to Town. Der Text des neuen Songs Love Rescue Me wurde zusammen von U2 und Bob Dylan geschrieben. Auf dieses Album folgte die dreimonatige Lovetown-Tour, die U2 zusammen mit B. B. King bestritt. Der erste Abschnitt der Tour bestand aus Konzerten in Australien, Japan und Neuseeland; der zweite Abschnitt führte die Band nach Europa.

### Achtung Baby, Zooropa, Pop (1991 bis 1998)
Nach der Lovetown-Tour zog sich U2 aus der Öffentlichkeit zurück, um ein neues Konzept für die Band zu finden, was Bono auf einem europaweit im Radio ausgestrahlten Silvesterkonzert in Dublin ankündigte. Im Herbst 1990 begann man in Berlin mit der Arbeit an einem neuen Album, doch kam es zu intensiven Auseinandersetzungen über den einzuschlagenden Weg. Zwischenzeitlich stand die Gruppe vor der Auflösung, doch dann entschied man sich für einen Neuanfang, der mit einem radikalen Stilwechsel einherging: Im November 1991 veröffentlichten die Musiker das von Industrial, Alternative Rock und europäischer elektronischer Tanzmusik beeinflusste Album Achtung Baby. Es entstand unter anderem in Berlin im Meistersaal der Hansa-Tonstudios und stellte eine stilistische Kehrtwende dar. Unter Kritikern gilt es als ein künstlerischer Höhepunkt von U2. Eine umjubelte Welttournee schloss sich an. 1993 folgte das Album Zooropa, das größtenteils während der Tour entstanden und aufgenommen worden war und für das U2 einen Grammy für das beste Alternative-Music-Album bekam. Die Zeitschrift Rolling Stone bezeichnete es später rückblickend als „das letzte große Werk“ der Band.

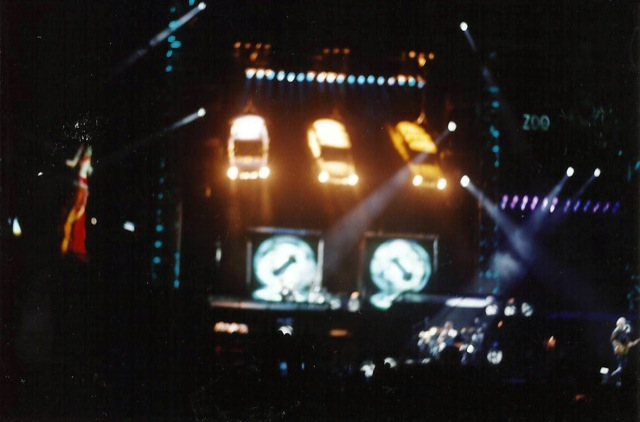
Bühne der ZooTV Tour mit aufgehängten Trabant-Wagen im Jahre 1993

Im Gegensatz zu den durch den amerikanischen Blues beeinflussten Alben The Joshua Tree und Rattle and Hum standen die beiden Alben Achtung Baby und Zooropa unter dem Einfluss europäischer Musik und Kultur. Anleihen an die europäische Moderne wie den Expressionismus und insbesondere den Dadaismus sind zahlreich, u. a. in Wortschöpfungen wie „Zooropa“, dem Spiel mit aus ihrem eigentlichen Kontext entrissenen Textversatzstücken (Numb, Zooropa), oder aber Referenzen zum Berlin der 20er-Jahre. 1992 begann U2 ihre fast zweijährige Zoo-TV-Welttournee. Leitthema der Tour waren die Möglichkeiten und Gefahren der Neuen Medien und der Informationsüberflutung. Wichtige Inspirationsquelle war hier die Rolle der Medien im Irakkrieg. Während der Konzerte experimentierten sie mit völlig neuen Elementen; so wurden z. B. hunderte von Bildschirmen, fliegende Autos (Trabbis) und von Sänger Bono erfundene Alter Egos wie „The Mirrorballman“, „Mr. MacPhisto“ (visuell eng verwandt mit Gustaf Gründgens’ Darstellung des Mephisto) und „The Fly“ in die Shows eingebaut. Zum Ritual eines jeden Konzerts wurde es, dass Bono von der Bühne aus versuchte, verschiedene prominente Persönlichkeiten anzurufen, wie z. B. den ehemaligen US-Präsidenten George Bush sr. oder Mitglieder der britischen Königsfamilie. Ebenso zeigten U2 wieder ihr starkes politisches Engagement, indem sie während einiger Konzerte in Europa eine Liveschaltung per Satellit in das Krisengebiet um Sarajevo während des Balkankonfliktes herstellten und Betroffene von ihrem Schicksal berichten ließen.
Nach Achtung Baby, Zooropa und der überaus erfolgreichen Zoo-TV-Tour spekulierten Musikkritiker auf eine baldige Rückkehr U2s zu ihrem traditionellen Stil. U2 überraschte erneut 1995 mit einem Konzeptalbum mit dem Titel Original Soundtracks I, das unter dem Pseudonym Passengers erschien und welches in enger Kooperation mit Brian Eno entstand. Außer Miss Sarajevo, das zusammen mit Luciano Pavarotti aufgenommen wurde, enthält das Album keine traditionellen Popsongs, sondern vielmehr Soundtracks zu fiktiven Filmen.

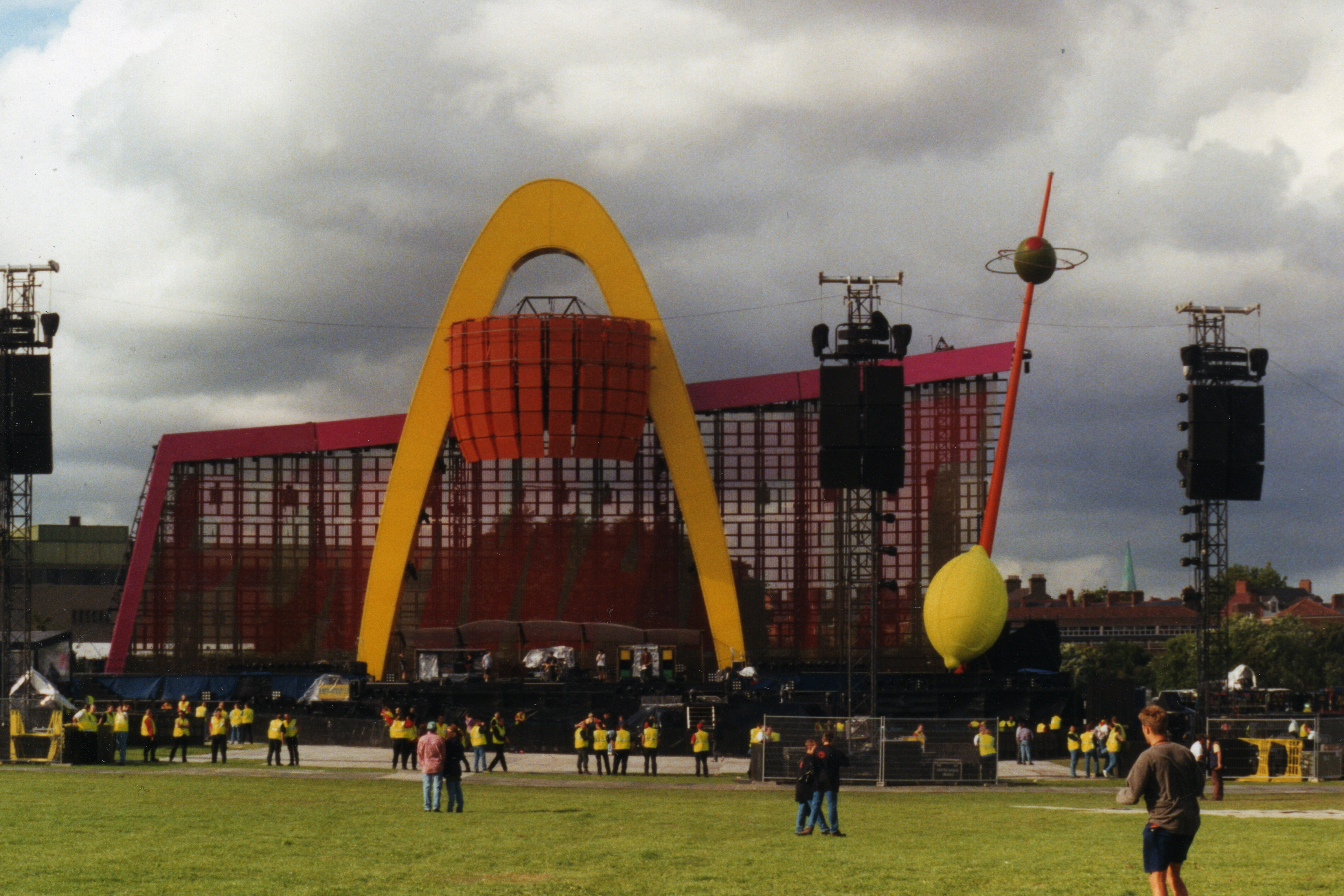
Bühne der Popmart Tour im Jahre 1997

Ihr nächstes Album Pop erschien im März 1997. Durch die Mitwirkung des DJs Howie B und Mark ‚Spike‘ Stent weist das Album noch deutlichere Einflüsse aus der damaligen europäischen Dancemusik auf. Obwohl das Album von vielen Kritikern aufgrund der Experimentierfreudigkeit U2s positiv aufgenommen wurde und allgemein als das letzte innovative Werk der Band gilt, waren viele Fans enttäuscht. Die CD stieg zwar in 27 Ländern, darunter Deutschland und das Vereinigte Königreich, von 0 auf 1 in die Charts ein, verkaufte sich aber in den ersten drei Monaten nach Veröffentlichung "nur" ca. fünf Millionen Mal. Bis heute wurden ca. acht Millionen Exemplare verkauft. Die Band erklärte später, aufgrund der frühzeitigen Buchung der folgenden Popmart Tour habe das Album unfertig veröffentlicht werden müssen. Bono zeigte sich auch unzufrieden mit seiner Gesangsleistung. Für die spätere Kompilation Best of 1990–2000 nahm man einige Songs neu auf. Im April 1997 starteten U2 die Popmart-Tour in Las Vegas. Es handelte sich um eine Stadiontour mit gigantischen Ausmaßen (zum Bühnenbild gehörten unter anderem der weltweit bisher größte LC-Bildschirm und eine fünf Meter große zitronenförmige Diskokugel), die die Band erstmals auch in Städte wie Leipzig, Sarajevo, Tel Aviv, Santiago de Chile oder Kapstadt führte. Die Tour endete am 21. März 1998 in Johannesburg, Südafrika.
Im November 1998 brachten U2 ihr erstes Greatest-Hits-Album heraus, The Best of 1980–1990. Zusätzlich schrieben einige Mitglieder der Band zwischenzeitlich den Soundtrack zu dem im März 2000 erschienenen Film The Million Dollar Hotel von Wim Wenders, der auf einer Geschichte von Bono basiert.

### All That You Can’t Leave Behind (1999 bis 2003)

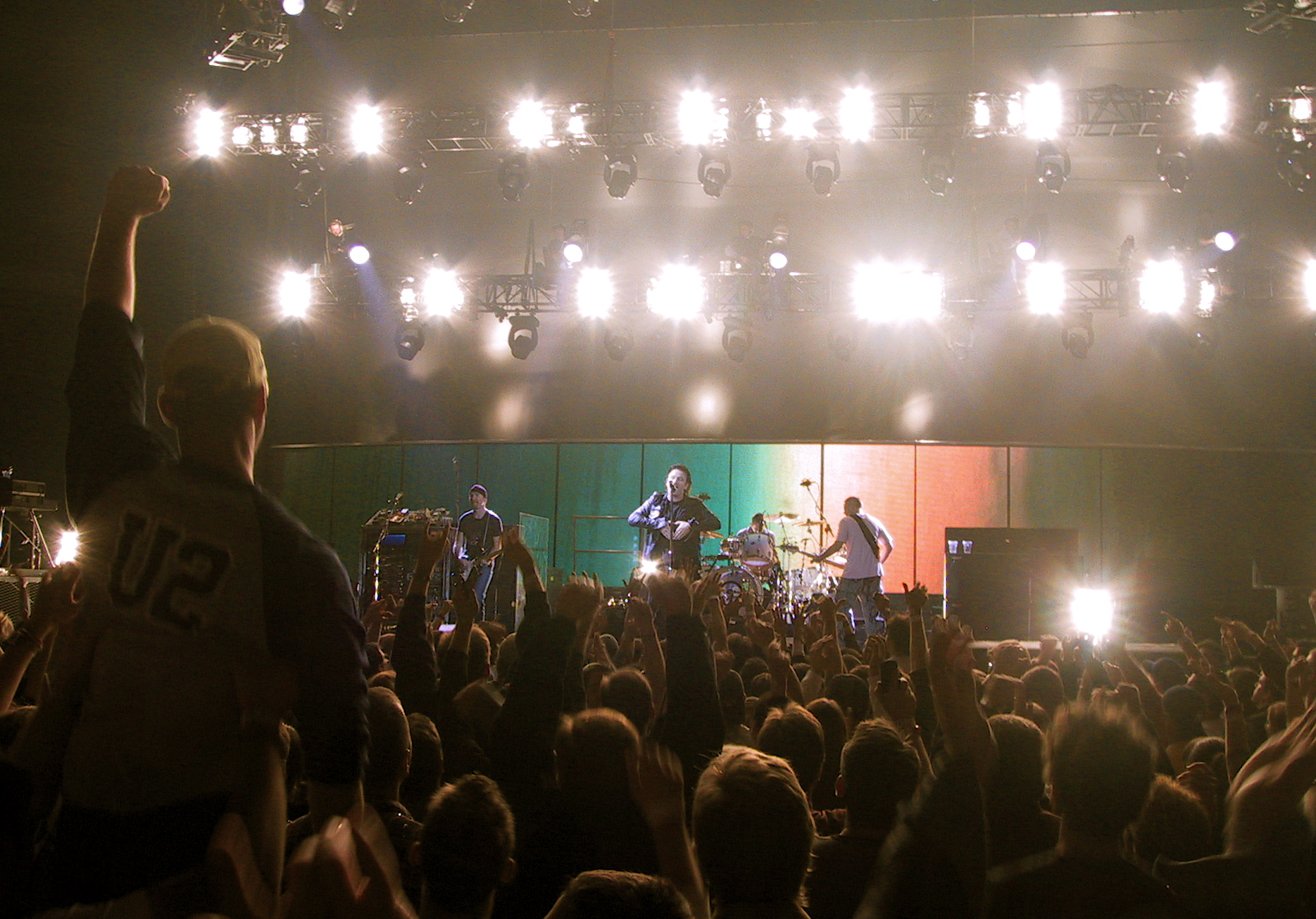
U2 im Konzert während Elevation Tour im Jahre 2001

1999 gingen die vier Musiker zurück ins Studio und produzierten das Album All That You Can’t Leave Behind. Nach der Kritik vieler Fans an den nicht durchweg geglückten Experimenten auf Pop hatte sich die Band wieder einem gefälligeren Poprock zugewandt und beendete die experimentelle Phase, die die 1990er geprägt hatte. Im Vordergrund sollten fortan wieder das simple Zusammenspiel der vier Musiker und einfache Popsongstrukturen stehen. All That You Can’t Leave Behind erschien im Oktober 2000 und wurde von Kritikern als „ein Schritt weder vorwärts noch rückwärts“ für die Band beschrieben; doch kommerziell war das Album ein großer Erfolg und kam in 22 Ländern aus dem Stand auf Platz 1 der Charts. Das Album erhielt vier Grammys, der ausgekoppelte Titel Beautiful Day erhielt noch weitere drei Grammys. Die in Großbritannien verkaufte Version der CD enthielt einen zusätzlichen Song, The Ground Beneath Her Feet, dessen Text in dem gleichnamigen Buch von Autor Salman Rushdie vorkommt.
Im Frühjahr 2001 startete die Band die Elevation-Tour in Miami. Die Tournee wurde zur bis dahin kommerziell zweiterfolgreichsten der Musikgeschichte (nach der Voodoo-Lounge-Tour der Rolling Stones, bei der 320 Millionen Dollar eingespielt wurden). Nach dem Ende der Tour 2001 traten U2 im Februar 2002 während der Halbzeitpause des Super Bowl XXXVI auf.
2002 erschien zudem der zweite Teil ihrer Greatest Hits, The Best of 1990–2000.

### How to Dismantle an Atomic Bomb (2004 bis 2006)
Das nächste Album der Band How to Dismantle an Atomic Bomb wurde am 22. November 2004 veröffentlicht. Das Album wurde als Album des Jahres 2005 und als bestes Rock Album 2005 mit zwei Grammys ausgezeichnet. Die Stücke Vertigo, Sometimes You Can’t Make It On Your Own und City of Blinding Lights gewannen insgesamt fünf weitere Grammys.

Die erste Singleauskopplung Vertigo sorgte weltweit für Download-Rekorde beim iTunes Store, da der Song zuerst nur dort online erhältlich war. Es handelte sich zugleich um die bislang letzte Hitsingle der Band. Im Januar 2005 präsentierten U2 ihr Video zu All Because of You während der US College American Football Orange Bowl.

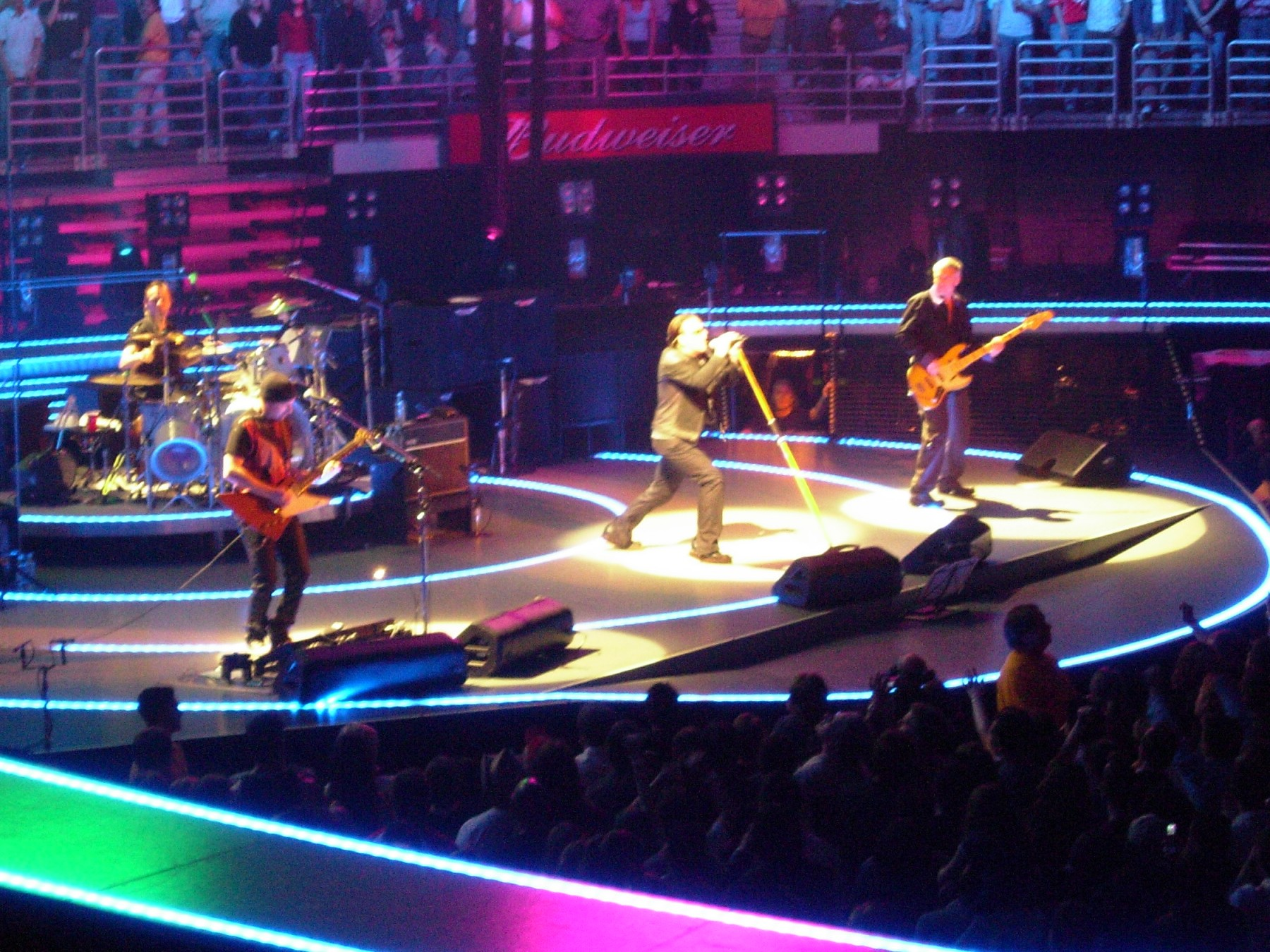
U2-Konzert (2005)

Die Band spielte mit der der Albumveröffentlichung folgenden Vertigo Tour 389 Millionen US-Dollar ein; es war damit die bis dahin kommerziell erfolgreichste Tournee der Musikgeschichte. Sie wurde im März 2006 nach einer Reihe von Konzerten in Südamerika wegen eines Krankheitsfalls in der Familie eines Band-Mitglieds unterbrochen. Die noch ausstehenden Konzerte in Neuseeland, Australien, Japan und auf Hawaii wurden von November bis Dezember 2006 nachgeholt.
Am 2. Juli 2005 eröffnete U2 zusammen mit Paul McCartney mit dem Beatles-Song Sgt. Peppers Lonely Hearts Club Band das Live-8-Konzert in London. Im Anschluss spielte U2 mit Beautiful Day/Blackbird, Vertigo und One/Unchained Melody drei eigene Songs.
Im September 2006 wurden Songs für ein weiteres Best-Of-Album der Band und für ein neues Album mit dem Produzenten Rick Rubin aufgenommen. Im November 2006 wurde dann das Album U218 Singles mit 16 alten Single-Auskopplungen der Band und den zwei neuen Stücken Window in the Skies und The Saints Are Coming veröffentlicht, die im Folgenden ebenfalls als Singles veröffentlicht wurden. The Saints Are Coming ist ein Cover eines Songs von The Skids und wurde zusammen mit der amerikanischen Punk-Band Green Day eingespielt.
Im Oktober 2006 wurde bekanntgegeben, dass U2 das Plattenlabel Island Records nach 27-jähriger Zusammenarbeit verlassen würden, um Jason Iley zu Mercury Records zu folgen. Dieser war am 16. Mai 2005 dorthin gewechselt und vorher bei Island Records für U2 zuständig gewesen.

### No Line on the Horizon (2007 bis 2011)

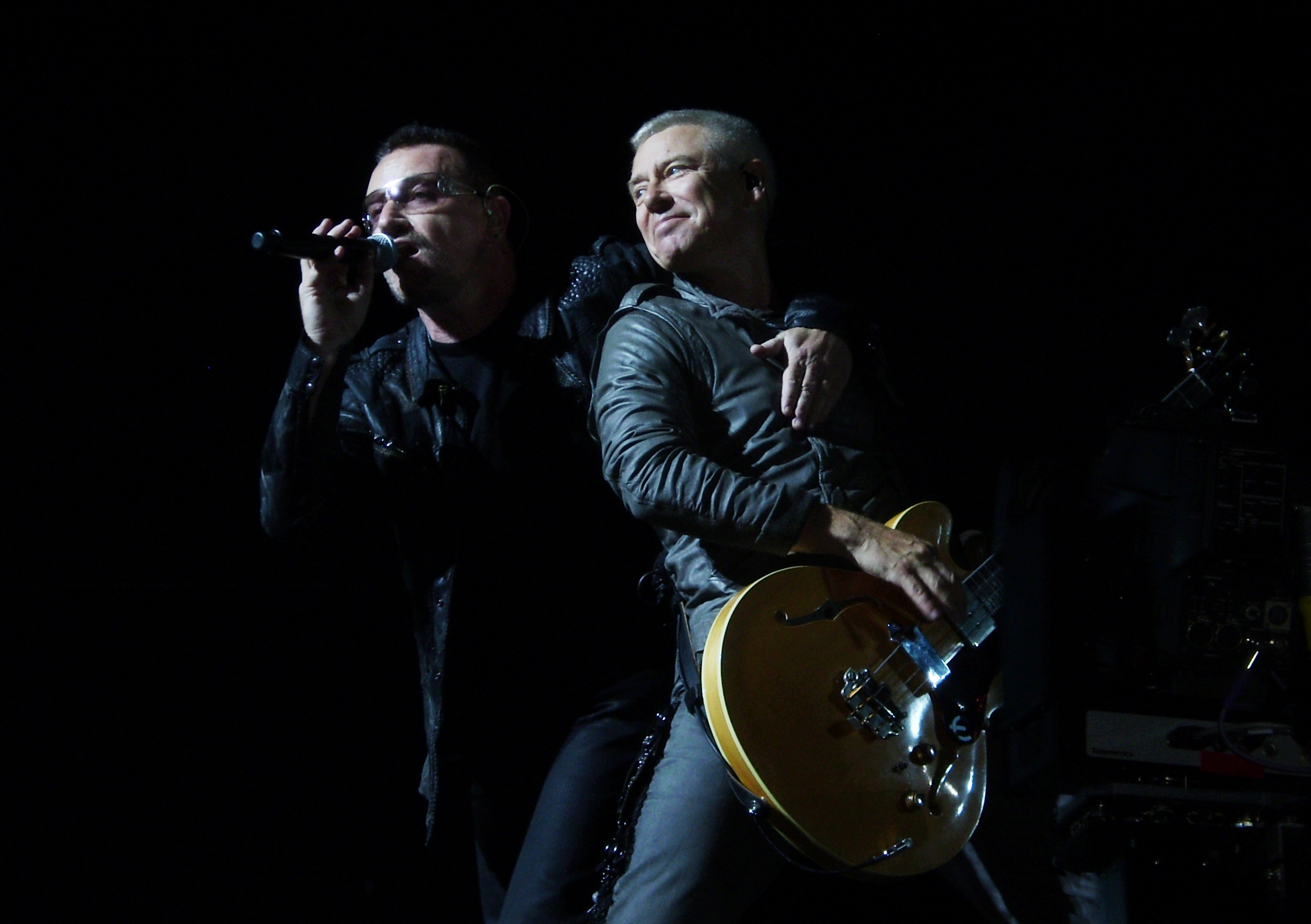
Bono und Adam Clayton während eines Auftritts 2009 in Toronto

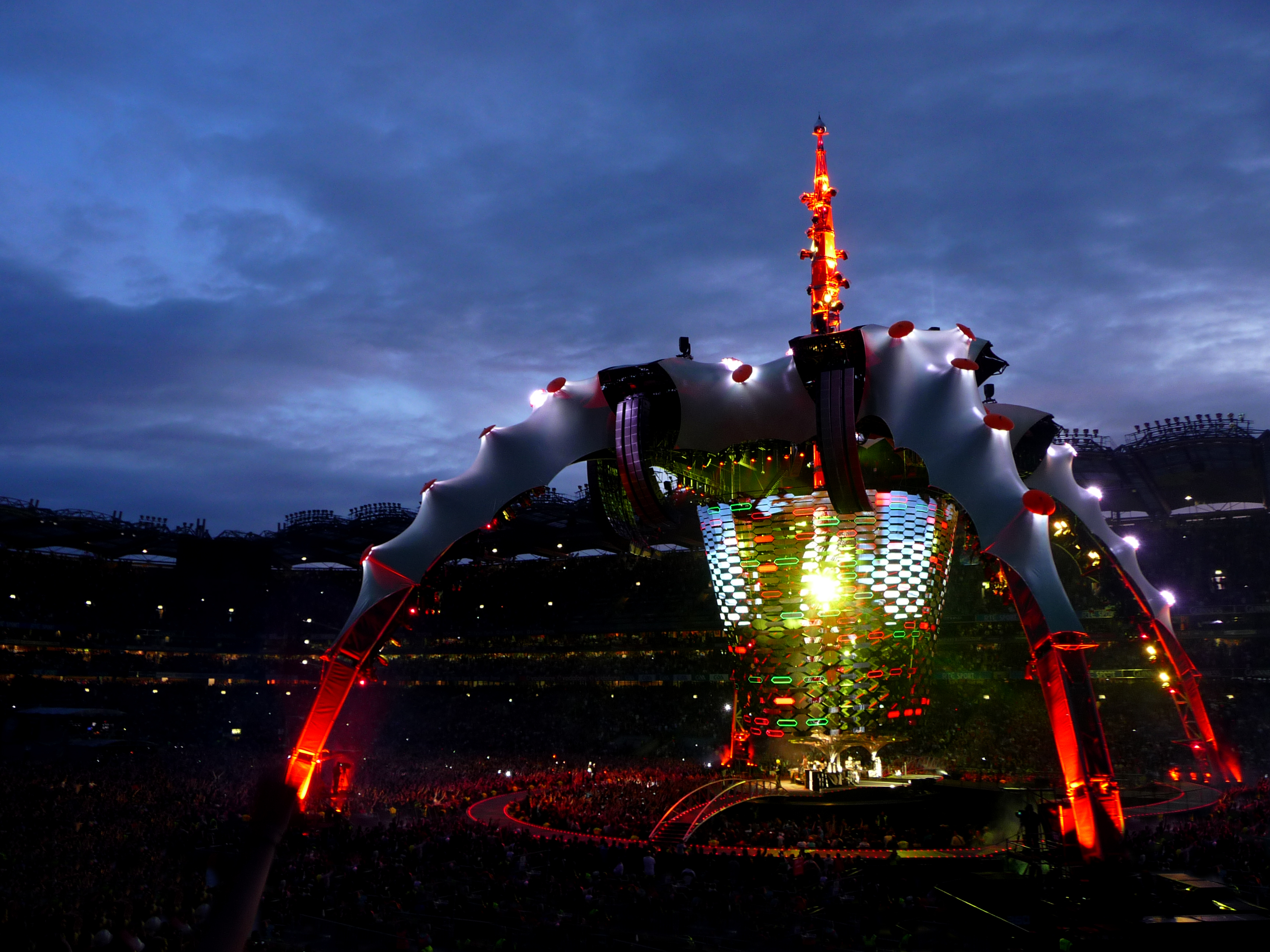
Bühne in Dublin während der 360°-Tour (2009)

Anfang Juni 2007 befand sich die Band mit den Produzenten Daniel Lanois und Brian Eno zwei Wochen in Marokko, um neue Songs aufzunehmen. U2 arbeitete im Zuge dieser Aufnahmen mit unterschiedlichen afrikanischen Musikern zusammen und experimentierten mit neuen Musikeinflüssen. Bis auf weiteres ist aber keine Veröffentlichung des Materials geplant.
Der 3D-Konzertfilm U2 3D, aufgenommen während der Vertigo-Tour, wurde am 23. Januar 2008 veröffentlicht. Da zu diesem Zeitpunkt noch sehr wenige 3D-Kinos existierten, kam der Film am 18. Februar 2010 erneut in die deutschen Kinos.
Das Album No Line on the Horizon wurde im März 2009 (Deutschland: 27. Februar) veröffentlicht. Die erste Single des Albums, Get on Your Boots, wurde am 19. Januar 2009 veröffentlicht. Bei Kritik und Publikum stieß das Album auf wenig Begeisterung; es brachte anders als die vorherigen auch keine Hitsingle hervor. Im Juni 2009 begann die U2 360° Tour der Band, die bis in den Juli 2011 andauerte und anders als die letzten vorangegangenen Tourneen ausschließlich Open Air in Sportstadien stattfand. Im Unterschied zum Album, aus dessen Anlass sie durchgeführt wurde, war sie sehr erfolgreich.
Insgesamt blieb der Erfolg der Gruppe treu. Ende 2009 wurden U2 vom Musikmagazin Rolling Stone als einer von acht Künstlern des Jahrzehnts bezeichnet. U2 machten in diesem Jahrzehnt nach den Rolling Stones den zweitgrößten Umsatz mit ihren Tourneen. Zwischen Juni 2009 und Juni 2010 machte die Band rund 130 Millionen Dollar Umsatz. Von 2011 bis 2019 war die 360°-Tour von U2 offiziell die erfolgreichste Tournee aller Zeiten, da sie mit 736 Mio. US-Dollar Ticketumsatz den Rekord der Rolling Stones (558 Mio. US-$) deutlich übertrifft. Zudem übertreffen U2 die Rolling Stones auch bei den Zuschauerzahlen. Am Ende der 360°-Tour haben rund 7,2 Mio. Zuschauer die Konzerte verfolgt, während es bei den Stones 6,4 Mio. waren. 2019 wurde auch dieser Rekord von Ed Sheeran und seiner Divide Tour gebrochen.

### Songs of Innocence und Songs of Experience (2014 bis 2022)

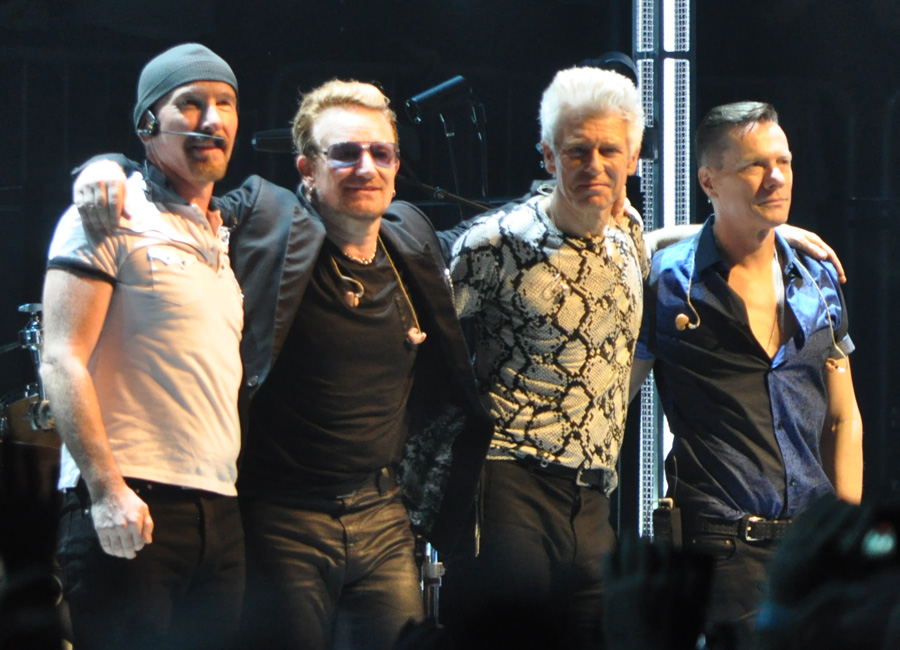
U2 2015

Das Album Songs of Innocence wurde am 9. September 2014 im Rahmen der Apple-Pressekonferenz zur Markteinführung des iPhone 6 veröffentlicht. Es wurde automatisch allen iTunes-Account-Besitzern bis zum 13. Oktober kostenlos zur Verfügung gestellt. Erst danach wurde es als physische Ausgabe und auf den restlichen Downloadportalen veröffentlicht. Der Apple-CEO Tim Cook nannte es die „größte Albumveröffentlichung aller Zeiten“. Von Kritikern wurde bemängelt, dass das Album bei iTunes ohne Zustimmung der Nutzer in der Liste der gekauften Alben erschien und sich auch nur mit großem Aufwand löschen ließ. Ebenso wie das Vorgängerwerk stieß das Album bei Kritikern und Fans auf wenig Begeisterung und enthielt keine Hits. Der Nachfrage nach Konzertkarten tat dies allerdings auch diesmal keinen Abbruch.

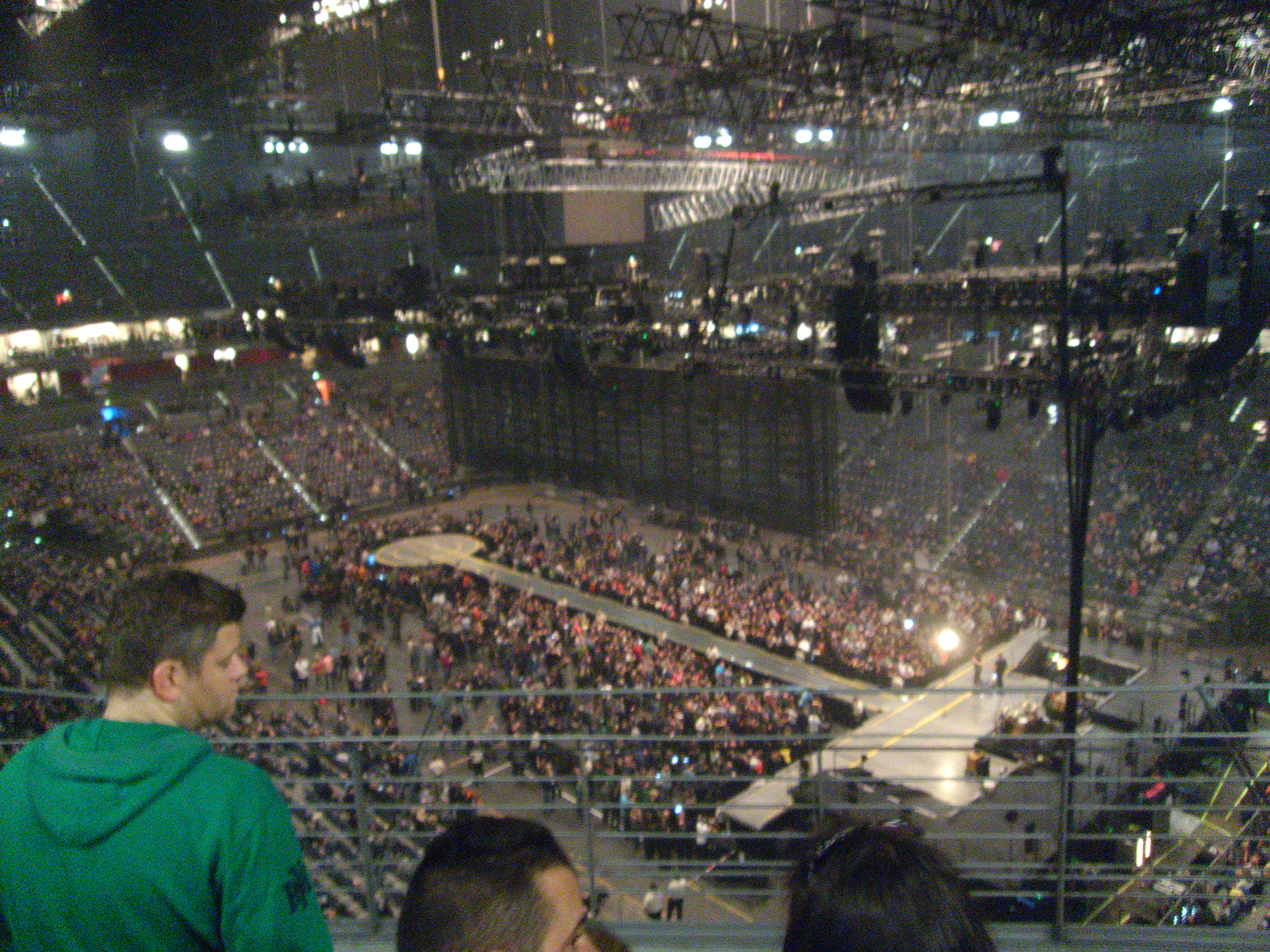
i+e-Bühne 2015

Am 14. Mai 2015 startete im kanadischen Vancouver die iNNOCENCE + eXPERIENCE-Tour (kurz: i+e-Tour). Technisches Herzstück bildeten zwei Bühnenelemente, die rechteckige, den Bühnenaufgang beinhaltende i-stage und die runde e-stage, welche durch einen Steg und eine Video-Wall verbunden waren. U2 verzichteten bei dieser Hallen-Tour auf eine Vorgruppe. Höhepunkt der US-Tour war eine Serie von 8 Konzerten im Madison Square Garden in New York. Am 4. September 2015 begann in Turin der europäische Teil der Tour, der U2 auch nach Berlin und Köln brachte.
Auf der offiziellen Website von U2 war bereits 2014 gleichzeitig mit dem Erscheinen von Songs of Innocence ein weiteres Album angekündigt worden, das den Namen Songs of Experience tragen solle. Die beiden Albumtitel lehnen sich an zwei zusammenhängende Gedichtbände des englischen Dichters William Blake an. Anders als zunächst angekündigt, verzögerte sich allerdings das Erscheinen des zweiten Albums, dessen Veröffentlichung 2015 zunächst auf unbestimmte Zeit verschoben wurde. The Edge erklärte gegenüber dem Rolling Stone im Januar 2017, das Album sei Mitte 2016 zu etwa vier Fünfteln fertig gewesen, doch dann habe sich die Band, schockiert durch das Brexit-Referendum und die Wahl von Donald Trump zum US-Präsidenten, entschieden, die Arbeit zunächst zu unterbrechen. Anfang 2017 kündigte die Band dann an, aus Anlass des 30. Erscheinungsjubiläums von The Joshua Tree erneut auf Tour durch Europa und die USA zu gehen und dabei vor allem die Songs dieses Albums zu spielen. Die Tournee war erneut sehr erfolgreich. Im September 2017 erschien dann You’re the Best Thing About Me als Vorabsingle des kommenden Albums Songs of Experience, das am 1. Dezember 2017 veröffentlicht wurde. Die Band gab im Vorfeld keine Interviews, und obwohl mehrere Kritiker das Album für etwas besser als den Vorgänger hielten, stieß es erneut auf geringe Begeisterung und brachte keine Hitsingle hervor. Zur Veröffentlichung des Videos zur Single Love Is Bigger Than Anything In Its Way im April 2018, überließ es die Band dem Regisseur David Mushegain, die Interviews zu geben.
Nach wie vor sind aber die Liveauftritte der Musiker auch ohne neue Hits ungemein erfolgreich: Nach einer Recherche der New York Times vom November 2018, in der die erfolgreichsten internationalen Musiker aufgrund ihrer durchschnittlichen Einnahmen pro Konzert verglichen wurden, liegt U2 weltweit auf Platz 4. Mit einem Durchschnitts-Ticketpreis von rund 137,70 US-Dollar erwirtschaftet die Band etwa 5 Mio. US-Dollar pro Konzertauftritt.

### Songs of Surrender (2023)
Am 17. März 2023 erschien das inzwischen fünfzehnte Studioalbum der Band. Das Album enthält 40 Songs aus der gesamten Bandgeschichte in aktuell für diese Veröffentlichung eingespielten und durchgehend neu interpretierten Versionen. Wenig später erklärte Larry Mullen Jr., aus gesundheitlichen Gründen vorübergehend nicht Schlagzeug spielen zu können. Seine Vertretung bei Konzerten übernahm der Niederländer Bram van den Berg, der in der Band Krezip spielt.
Am 29. September 2023, als die Musiker ihre erste von 25 Shows in Sphere at The Venetian Resort gaben und damit jene Mehrzweckhalle eröffnet wurde, veröffentlichten die Musiker außerdem den neuen Song Atomic City. Ende 2024 erklärte The Edge in einem Interview, die Band sei einschließlich Mullen im Studio und arbeite an neuem Material, das 2026 veröffentlicht werden solle.

## Markenzeichen
U2, in ihrer personellen Besetzung seit Gründung bis heute unverändert, entwickelten schon früh eine eigene für sie typische Spielweise. Aufbauend auf der Rhythmussektion um den Schlagzeuger Larry Mullen junior und den Bassisten Adam Clayton konnte der Gitarrist The Edge einen eigenen experimentellen Gitarrensound entwickeln, während der Sänger Bono als charismatischer Frontmann der Band mit einem oft hymnischen Gesangsvortrag auftritt. Besonders bei Liveauftritten kommt diese Art des Vortrags zu seiner vollen Geltung (Stadion-Rock). Nach eigener Beschreibung der Band bilden Adam Clayton und Larry Mullen junior das Rückgrat der Gruppe, The Edge den Kopf und Bono das Herz.
Immer wieder ließ die Gruppe jedoch verschiedene musikalische Stile in ihre Musik einfließen. Elemente von Punk, Gospelmusik, Country, Blues, Dance, Industrial, Ambient, Trip-Hop und anderer Richtungen prägten teilweise ganze Alben. Sie orientierten sich an Künstlern wie Elvis Presley, den Beatles, Van Morrison, The Clash, Television, Buzzcocks, Siouxsie and the Banshees, Joy Division, und vielen anderen, erhielten jedoch eine konstante Unverkennbarkeit.

## Soziales Engagement und politische Liedtexte

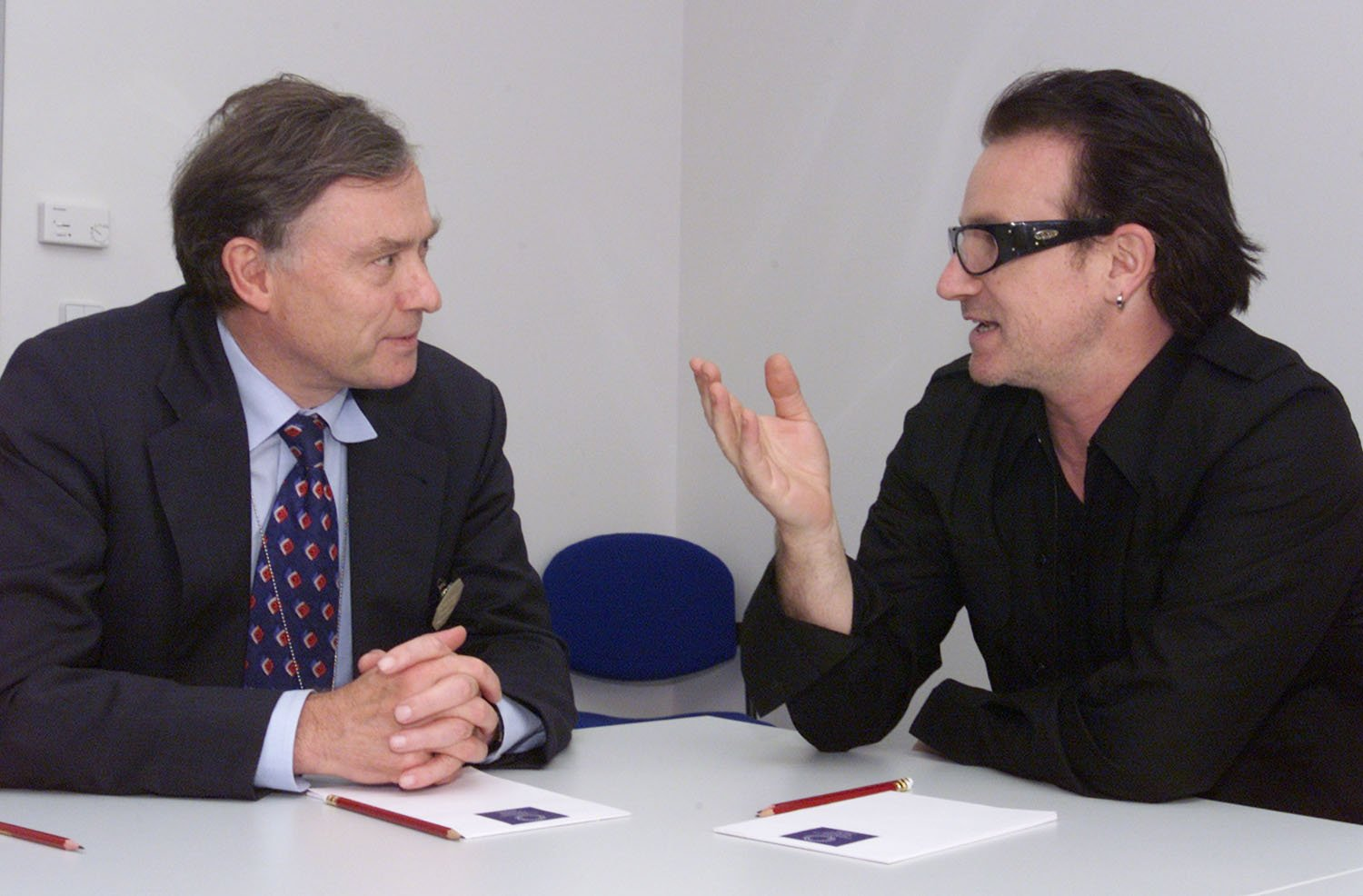
Bono bei einem Gespräch mit dem damaligen IWF-Direktor Horst Köhler, Prag (2000)

Bekannt ist U2 darüber hinaus auch für ihr Engagement für wohltätige Zwecke. Sie, und der Band voran Sänger Bono, unterstützen Organisationen wie Amnesty International und Greenpeace und treten für den Schuldenerlass und die Bekämpfung von AIDS und extremer Armut in Ländern der Dritten Welt ein. Ihre politischen, gesellschaftlichen und religiösen Überzeugungen sind oftmals Themen in Liedern und auf Konzerten. Die Texte der Lieder, die zum größten Teil von Bono, dem Sänger der Band, geschrieben werden, sind vielfach poetisch und tiefgründig. In einem Interview sagte Bono zu diesem Thema einmal: “Should I rather write songs about sex and drugs? No, I won’t do that.” Zum Welt-MS-Tag hat U2 2009 eine Version des Liedes Beautiful Day aufgenommen. Auch Betroffene werden hier dargestellt. Dies erfolgte in Zusammenarbeit von Internationaler Multiple Sklerose Vereinigung, DMSG und der Gemeinnützigen Hertie-Stiftung.
Beispiele für das Aufgreifen politischer Themen sind die Lieder Pride, in dem es um das Leben von Martin Luther King geht, Walk On, das für die in Burma gefangengehaltene Menschenrechtlerin Aung San Suu Kyi geschrieben wurde, oder auch Crumbs from Your Table über die Hungerbekämpfung in der Dritten Welt. Auf The Joshua Tree finden sich mehrere Bezüge zu Lateinamerika – Bullet the Blue Sky kritisierte massiv die damalige US-Politik in El Salvador und Mothers of the Disappeared erinnert an die zehntausenden von lateinamerikanischen Militärdiktaturen der 1970er- und 1980er-Jahre heimlich entführten und ermordeten Menschen („The Disappeared“, span. „Desaparecidos“).
Viele der Lieder von U2 handeln außerdem von dem christlichen Glauben der Bandmitglieder. Bono betont immer wieder in Interviews seinen Glauben, der auch der Antrieb für sein außermusikalisches Engagement ist. Songs wie I Still Haven’t Found What I’m Looking For, 40, If God Will Send His Angels und vor allem Yahweh behandeln den christlichen Glauben der Band.
Ein Beispiel für die Thematisierung von Politik in Konzerten war das Neujahrskonzert in Dublin am 1. Januar 1990, das U2 den Menschen in der DDR und in Rumänien widmet, in deren Ländern wenige Wochen zuvor die Regime zusammengebrochen waren. Während des Liedes Pride ruft Bono den Satz ins Publikum: “For the people in Romania and East Germany – sing it. Pride, in the name of love.”

## Andere Projekte

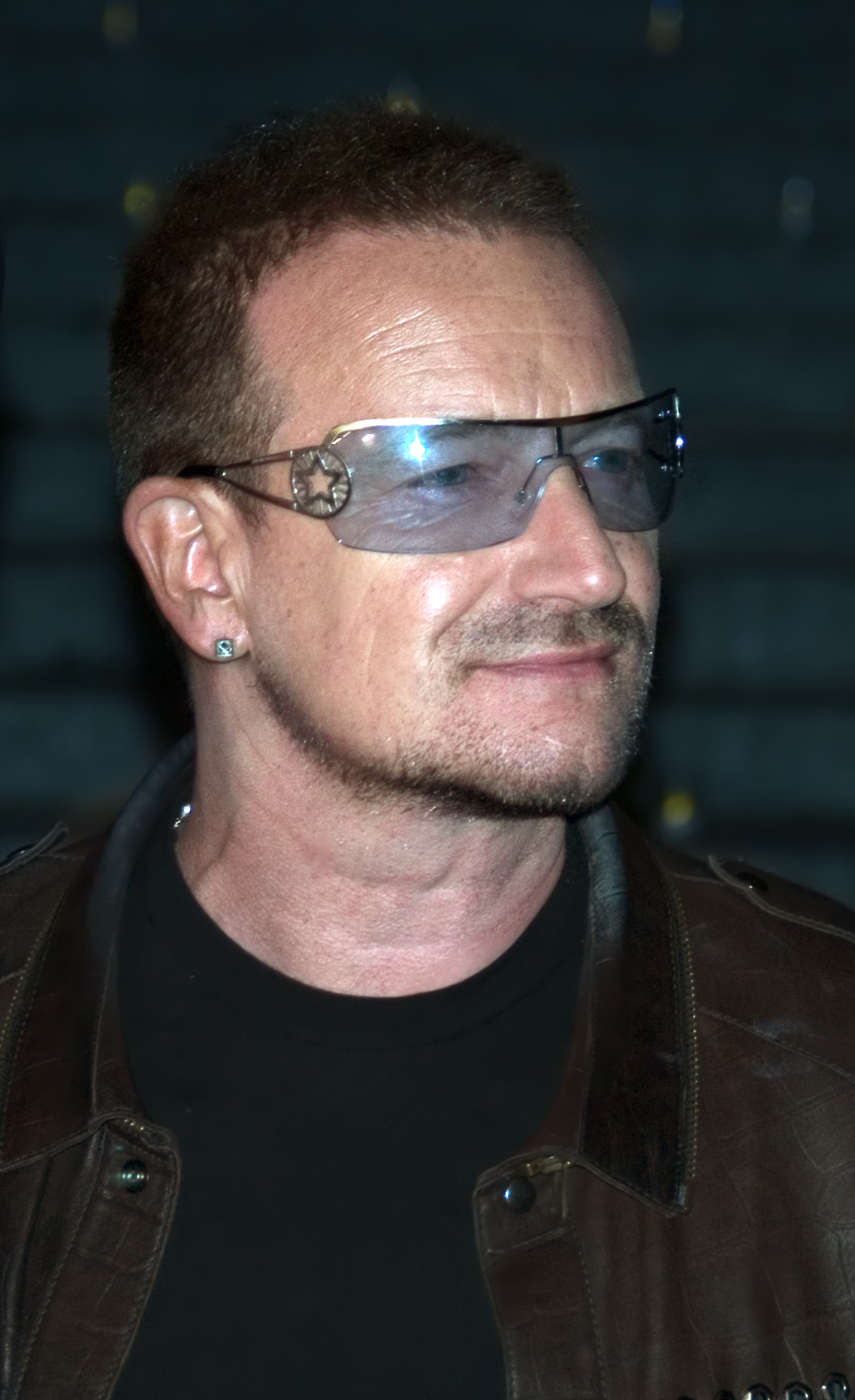
Paul David Hewson „Bono“ (2009)

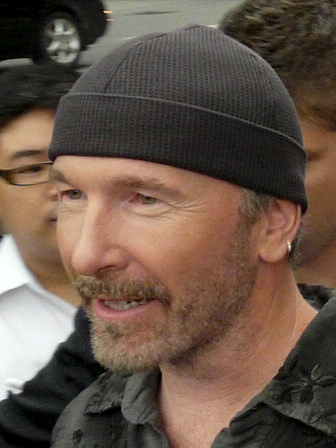
David Howell Evans „The Edge“ (2008)

Neben der Tätigkeit in ihrer Band arbeiten die Mitglieder von U2 auch mit anderen Musikern zusammen:
Sänger Bono trat beispielsweise 1985 als Gastsänger der irischen Band Clannad bei dem Titel In A Lifetime auf; später im Jahr beteiligte er sich mit anderen Musikern am Album Sun City—Artists Against Apartheid.
The Edge produzierte derweil zusammen mit Komponist und Arrangeur Michael Brook den Soundtrack zum Film The Captive. Titellied wurde Heroine, welches The Edge zusammen mit der irischen Sängerin Sinéad O’Connor schrieb, die auch den Gesangspart lieferte.
Während der Aufnahmen zu The Joshua Tree brachte Produzent Daniel Lanois U2 mit Robbie Robertson (ehemals Mitglied bei The Band) zusammen. Mit ihm schrieben sie und nahmen sie die beiden Titel Testimony und Sweet Fire of Love auf. Bono und The Edge schrieben außerdem das Lied She’s a Mystery to Me für Roy Orbison, das auf dessen Album Mystery Girl erschien.
Auf dem Album Duets von Frank Sinatra sang dieser 1993 zusammen mit Bono den Song I’ve Got You Under My Skin. Die Aufnahme erschien auch als B-Seite der U2-Single Stay (Faraway, So Close).
1994 wiederum arbeitete Sänger Bono zusammen mit seinem langjährigen Freund Gavin Friday und dessen Partner Maurice Seezer am Soundtrack für den Film In the Name of the Father, der das auf Tatsachen beruhende Schicksal mehrerer Iren beleuchtet, die zu Unrecht eine jahrelange Haft wegen angeblicher Beteiligung an einem Bombenattentat der IRA verbüßten.
Ein während der Aufnahmesessions zu Achtung Baby entstandenes Stück wurde 1995 zusammen mit Christy Moore vervollständigt und erschien unter dem Namen North and South of the River als Tribut an U2s Heimatstadt Dublin.
Es folgte weitere Arbeit an verschiedenen Soundtracks. Bono und The Edge schreiben das Titellied GoldenEye für den gleichnamigen James-Bond-Streifen. Gesungen wurde der Titel von Musiklegende Tina Turner. Ein während der Aufnahmen für Zooropa entstandenes Stück namens Hold Me, Thrill Me, Kiss Me, Kill Me wiederum wurde als Titellied für den Film Batman Forever fertiggestellt. Danach wurde U2 gebeten, einen Titelsong für den Streifen Mission: Impossible beizusteuern. Adam Clayton und Larry Mullen junior nahmen sich dieser Aufgabe an und mischten die Titelmelodie der gleichnamigen Serie neu ab.
Der Spielfilm Entropy mit Stephen Dorff, Judith Godrèche und Kelly Macdonald aus dem Jahre 1999 spielt während U2s Popmart-Tour und enthält neben vielen Konzertausschnitten auch Szenen mit der Band in Nebenrollen.
Auf dem Album Goddess in the Doorway von 2001 sang Bono zusammen mit Mick Jagger den Song Joy.
Bono trat 2002 während eines für den Sender VH1 aufgezeichneten Konzerts zusammen mit der irischen Band The Corrs auf und interpretierte zusammen mit ihnen die Titel Summer Wine (im Original von Lee Hazlewood und Nancy Sinatra) und When the Stars Go Blue (im Original von Ryan Adams). Diese Aufzeichnung wurde später auch auf dem Album VH-1 Presents the Corrs: Live in Dublin veröffentlicht.
In dem Filmmusical Across the Universe aus dem Jahre 2007 spielt Bono die Nebenrolle des Dr. Roberts. Für den Soundtrack coverte er die zwei Lennon-Kompositionen I Am the Walrus und Lucy in the Sky with Diamonds.
Nicht nur für und mit anderen Künstlern arbeitete U2, es erschienen ebenfalls Coverversionen als B-Seiten ihrer eigenen Singles. Unter anderem nahmen sie eigene Versionen von Titeln wie Unchained Melody von den Righteous Brothers, Night and Day (auf Red Hot + Blue) sowie I’ve Got You Under My Skin von Cole Porter, Can’t Help Falling in Love von Elvis Presley, oder Satellite of Love von Lou Reed auf. Auf ihren Konzerten coverten sie ebenfalls wiederholt Titel anderer Künstler.
U2 arbeitete auch immer wieder mit anderen Künstlern zusammen – genannt seien hier der US-Autor William S. Burroughs, der kurz vor seinem Tod im Video Last Night on Earth einen Gastauftritt hatte und dessen Gedicht A Thanksgiving Prayer als Videomaterial für die Zoo-TV-Tour eingespielt wurde, sowie der Fotograf Anton Corbijn, der u. a. eine Videoversion des U2-Hits One in Berlin drehte.
Neben zahlreichen Coverversionen von U2-Songs durch Bands wie die Pet Shop Boys und Sepultura oder Musikern wie George Michael oder Johnny Cash, coverte auch U2 immer wieder Songs anderer Bands. Eines dieser Projekte war 2006 die Coverversion des Songs The Saints Are Coming von The Skids aus dem Jahr 1978. Zusammen mit der Band Green Day sangen sie es in New Orleans im Louisiana Superdome.
Die Songs der Band hinterließen aber auch bei Arbeiten von Künstlern anderer Kunstrichtungen ihre Spuren. Im Jahr 2003 porträtierte der irische Maler, Illustrator und Poet Louis le Brocquy U2-Frontman Bono auf einem Ölbild, nachdem er zuvor bereits einige Aquarelle von ihm angefertigt hat. Durch den spirituellen Hintergrund der Musik, die Intensität und kompositorische Dichte im Zusammenhang mit großer Emotionalität und Leidenschaft fühlt sich auch die Malerin Nadja Jerczynski beeinflusst. Die Schülerin des Malers Sean Scully hat seit 2006 zahlreiche Bilder zu der Musik von U2 gemacht.
Bono war Gründungsmitglied der nichtstaatlichen Organisation DATA (Debt, AIDS, Trade, Africa). Ziel der Organisation war es, Regierungen dazu zu veranlassen, Aids und Armut in Afrika zu bekämpfen. 2004 gründete DATA zusammen mit zehn weiteren Entwicklungsorganisationen die neue, überparteiliche Kampagnenorganisation ONE, Bono wurde Vorstandsmitglied dieser Organisation. Der Arbeitsbereich und die Zielsetzung von ONE sind denen von DATA ähnlich, jedoch allgemeiner und umfassender. Seit Januar 2008 ist DATA mit ONE verschmolzen.
Für den ersten Welt-Multiple-Sklerose-Tag im Mai 2009 ist ein vierminütiger Kampagnenfilm entstanden, der Menschen mit der unheilbaren chronischen Erkrankung aus verschiedenen Teilen der Welt in Situationen ihres alltäglichen Lebens zeigt. Für die musikalische Untermalung wurde der U2-Song Beautiful Day gewählt. Für 2010 wurden Film und Song zu kurzen Fernsehspots umgearbeitet. Darin wird gezeigt, dass Multiple Sklerose theoretisch jeden Menschen in jedem Alter zu jeder Zeit treffen kann und fortan das Leben der Betroffenen mitbestimmt.
Im Dezember 2015 traten bei einem Konzert von U2 in der AccorHotels Arena die Eagles of Death Metal als Special Guest gemeinsam mit der Band in der Arena auf. Anlass waren unter anderem die Terroranschläge am 13. November 2015 in Paris, wovon auch Eagles of Death Metal persönlich betroffen war.
Im Zuge des Krieges in der Ukraine wurden Bono und The Edge von Präsident Selenskyj eingeladen, in einer U-Bahn-Station zu spielen und Solidarität mit der Ukraine zu zeigen, weshalb sie dies am 8. Mai 2022 in Kiew taten. Sie spielten die Lieder "Sunday Bloody Sunday" und "Stand By Me".

## Kritik
Kritiker werfen U2 vor, einerseits für soziale Gerechtigkeit einzutreten, andererseits jedoch selbst Steuersünder zu sein. Beim Glastonbury Festival 2011 forderte die Aktivistengruppe Art Uncut U2 auf, ihre Steuern in Irland zu zahlen. Die Band soll im Jahr 2006 nach einer Gesetzesänderung in Irland ihren Steuerstandort in die Niederlande verlagert haben, um weniger Steuern zu zahlen. Damit würden dem irischen Volk dringend benötigte Steuereinnahmen in Höhe von mehreren Millionen Euro entgehen. Dieser Sachverhalt wurde vom ARD-Wirtschaftsmagazin Plusminus in der Sendung vom 5. Dezember 2012 aufgegriffen, wobei aufgezeigt wurde, dass U2 ihre Steuerlast in der Tat drückten, indem sie sämtliche Rechte an ihren Songs an ein eigens von ihnen in den Niederlanden gegründetes Unternehmen abtraten, weil dort besondere niedrige Steuersätze für Gewinne aus Patenten und Lizenzen gelten würden. Damit seien U2 allerdings nicht als „Steuersünder“, sondern als „Steueroptimierer“ zu bezeichnen, da das Vorgehen legal sei.
Kurz nach dem Erscheinen des U2-Albums Songs of Innocence im Jahr 2014, das automatisch und kostenlos auf allen Apple-Geräten heruntergeladen wurde, entschuldigte sich Bono für die Art der Veröffentlichung. Songs of Innocence kam nach einer grob fünfjährigen Stille der Band heraus und die New York Times bezeichnete die Form der Veröffentlichung als „a big, attention-grabbing media event to advertise the album and create online conversations“. In den Sozialen Medien brach ein Shitstorm los und Apple sah sich genötigt, eine spezielle Anleitung zu veröffentlichen, das Album entfernbar zu machen.

## Diskografie
Studioalben

| Jahr | Titel Musiklabel                                              | Höchstplatzierung, Gesamtwochen/‑monate, AuszeichnungChartplatzierungen (Jahr, Titel, Musiklabel, Platzierungen, Wochen/Monate, Auszeichnungen, Anmerkungen) | Höchstplatzierung, Gesamtwochen/‑monate, AuszeichnungChartplatzierungen (Jahr, Titel, Musiklabel, Platzierungen, Wochen/Monate, Auszeichnungen, Anmerkungen) | Höchstplatzierung, Gesamtwochen/‑monate, AuszeichnungChartplatzierungen (Jahr, Titel, Musiklabel, Platzierungen, Wochen/Monate, Auszeichnungen, Anmerkungen) | Höchstplatzierung, Gesamtwochen/‑monate, AuszeichnungChartplatzierungen (Jahr, Titel, Musiklabel, Platzierungen, Wochen/Monate, Auszeichnungen, Anmerkungen) | Höchstplatzierung, Gesamtwochen/‑monate, AuszeichnungChartplatzierungen (Jahr, Titel, Musiklabel, Platzierungen, Wochen/Monate, Auszeichnungen, Anmerkungen) | Höchstplatzierung, Gesamtwochen/‑monate, AuszeichnungChartplatzierungen (Jahr, Titel, Musiklabel, Platzierungen, Wochen/Monate, Auszeichnungen, Anmerkungen) | Anmerkungen                                                    |
| Jahr | Titel Musiklabel                                              | DE | AT | CH | UK | US | IE | Anmerkungen                                                    |
| ---- | ------------------------------------------------------------- | --- | --- | --- | --- | --- | --- | -------------------------------------------------------------- |
| 1980 | Boy Island Records (EMI)                                      | DE89 (1 Wo.)DE | — | — | UK52 Gold · (32 Wo.)UK | US63 Platin · (48 Wo.)US | IE13 a (8 Wo.)IE | Erstveröffentlichung: 20. Oktober 1980 Verkäufe: + 5.500.000   |
| 1981 | October Island Records (EMI)                                  | DE96 (1 Wo.)DE | — | — | UK11 Platin · (43 Wo.)UK | US104 Platin · (38 Wo.)US | IE17 a (5 Wo.)IE | Erstveröffentlichung: 12. Oktober 1981 Verkäufe: + 2.250.000   |
| 1983 | War Island Records (EMI)                                      | DE59 Gold · (6 Wo.)DE | — | CH— GoldCH | UK1 ×2Doppelplatin · (148 Wo.)UK | US12 ×4Vierfachplatin · (180 Wo.)US | IE16 a (8 Wo.)IE | Erstveröffentlichung: 28. Februar 1983 Verkäufe: + 13.000.000  |
| 1984 | The Unforgettable Fire Island Records (Ariola)                | DE14 (40 Wo.)DE | — | CH24 Gold · (3 Wo.)CH | UK1 ×2Doppelplatin · (132 Wo.)UK | US12 ×3Dreifachplatin · (133 Wo.)US | IE30 a (10 Wo.)IE | Erstveröffentlichung: 1. Oktober 1984 Verkäufe: + 7.950.000    |
| 1987 | The Joshua Tree Island Records (Ariola)                       | DE1 ×2Doppelplatin · (81 Wo.)DE | AT1 ×3Dreifachgold · (61 Wo.)AT | CH1 Platin · (44 Wo.)CH | UK1 ×10Zehnfachplatin + Gold (Deluxe) · (201 Wo.)UK | US1 Diamant · (121 Wo.)US | IE2 a (130 Wo.)IE | Erstveröffentlichung: 9. März 1987 Verkäufe: + 18.000.000      |
| 1988 | Rattle and Hum Island Records (BMG Ariola)                    | DE1 Platin · (37 Wo.)DE | AT1 (11½ Mt.)AT | CH1 ×2Doppelplatin · (26 Wo.)CH | UK1 ×4Vierfachplatin · (65 Wo.)UK | US1 ×5Fünffachplatin · (39 Wo.)US | IE17 a (16 Wo.)IE | Erstveröffentlichung: 10. Oktober 1988 Verkäufe: + 9.008.632   |
| 1991 | Achtung Baby Island Records (BMG Ariola)                      | DE4 Platin · (60 Wo.)DE | AT2 Platin · (22 Wo.)AT | CH3 Gold · (23 Wo.)CH | UK2 ×4Vierfachplatin · (93 Wo.)UK | US1 ×8Achtfachplatin · (101 Wo.)US | IE9 a (40 Wo.)IE | Erstveröffentlichung: 18. November 1991 Verkäufe: + 15.250.000 |
| 1993 | Zooropa Island Records (Polygram)                             | DE1 Gold · (22 Wo.)DE | AT1 Gold · (18 Wo.)AT | CH1 (14 Wo.)CH | UK1 Platin · (34 Wo.)UK | US1 ×2Doppelplatin · (40 Wo.)US | IE35 a (10 Wo.)IE | Erstveröffentlichung: 5. Juli 1993 Verkäufe: + 7.000.000       |
| 1997 | Pop Island Records (Polygram)                                 | DE1 Gold · (31 Wo.)DE | AT1 Platin · (29 Wo.)AT | CH1 Platin · (26 Wo.)CH | UK1 Platin · (45 Wo.)UK | US1 Platin · (28 Wo.)US | IE37 a (10 Wo.)IE | Erstveröffentlichung: 26. Februar 1997 Verkäufe: + 6.500.000   |
| 2000 | All That You Can’t Leave Behind Island Records (UMG)          | DE1 ×3Dreifachgold · (43 Wo.)DE | AT1 Platin · (53 Wo.)AT | CH2 ×2Doppelplatin · (63 Wo.)CH | UK1 ×4Vierfachplatin · (73 Wo.)UK | US3 ×4Vierfachplatin · (95 Wo.)US | IE1 (120 Wo.)IE | Erstveröffentlichung: 30. Oktober 2000 Verkäufe: + 12.000.000  |
| 2004 | How to Dismantle an Atomic Bomb Island Records (UMG)          | DE1 ×3Dreifachgold · (44 Wo.)DE | AT1 Platin · (43 Wo.)AT | CH1 (41 Wo.)CH | UK1 ×4Vierfachplatin · (40 Wo.)UK | US1 ×3Dreifachplatin · (56 Wo.)US | IE1 ×10Zehnfachplatin · (55 Wo.)IE | Erstveröffentlichung: 22. November 2004 Verkäufe: + 9.000.000  |
| 2009 | No Line on the Horizon Island Records / Mercury Records (UMG) | DE1 Platin · (28 Wo.)DE | AT1 Platin · (28 Wo.)AT | CH1 Platin · (32 Wo.)CH | UK1 Platin · (25 Wo.)UK | US1 Platin · (35 Wo.)US | IE1 ×4Vierfachplatin · (34 Wo.)IE | Erstveröffentlichung: 27. Februar 2009 Verkäufe: + 3.400.000   |
| 2014 | Songs of Innocence Island Records (UMG)                       | DE2 Gold · (11 Wo.)DE | AT2 Platin · (8 Wo.)AT | CH3 (12 Wo.)CH | UK6 Silber · (10 Wo.)UK | US9 (8 Wo.)US | IE2 (53 Wo.)IE | Erstveröffentlichung: 9. September 2014 b Verkäufe: + 650.000  |
| 2017 | Songs of Experience Island Records / Interscope Records (UMG) | DE2 Gold · (17 Wo.)DE | AT2 Gold · (16 Wo.)AT | CH2 (17 Wo.)CH | UK5 Gold · (10 Wo.)UK | US1 (9 Wo.)US | IE1 (27 Wo.)IE | Erstveröffentlichung: 1. Dezember 2017 Verkäufe: + 1.300.000   |
| 2023 | Songs of Surrender Island Records (UMG)                       | DE1 (8 Wo.)DE | AT1 (7 Wo.)AT | CH1 (6 Wo.)CH | UK1 (3 Wo.)UK | US5 (1 Wo.)US | IE1 (9 Wo.)IE | Erstveröffentlichung: 17. März 2023 Verkäufe: + 50.000         |

grau schraffiert: keine Chartdaten aus diesem Jahr verfügbar

## Auszeichnungen

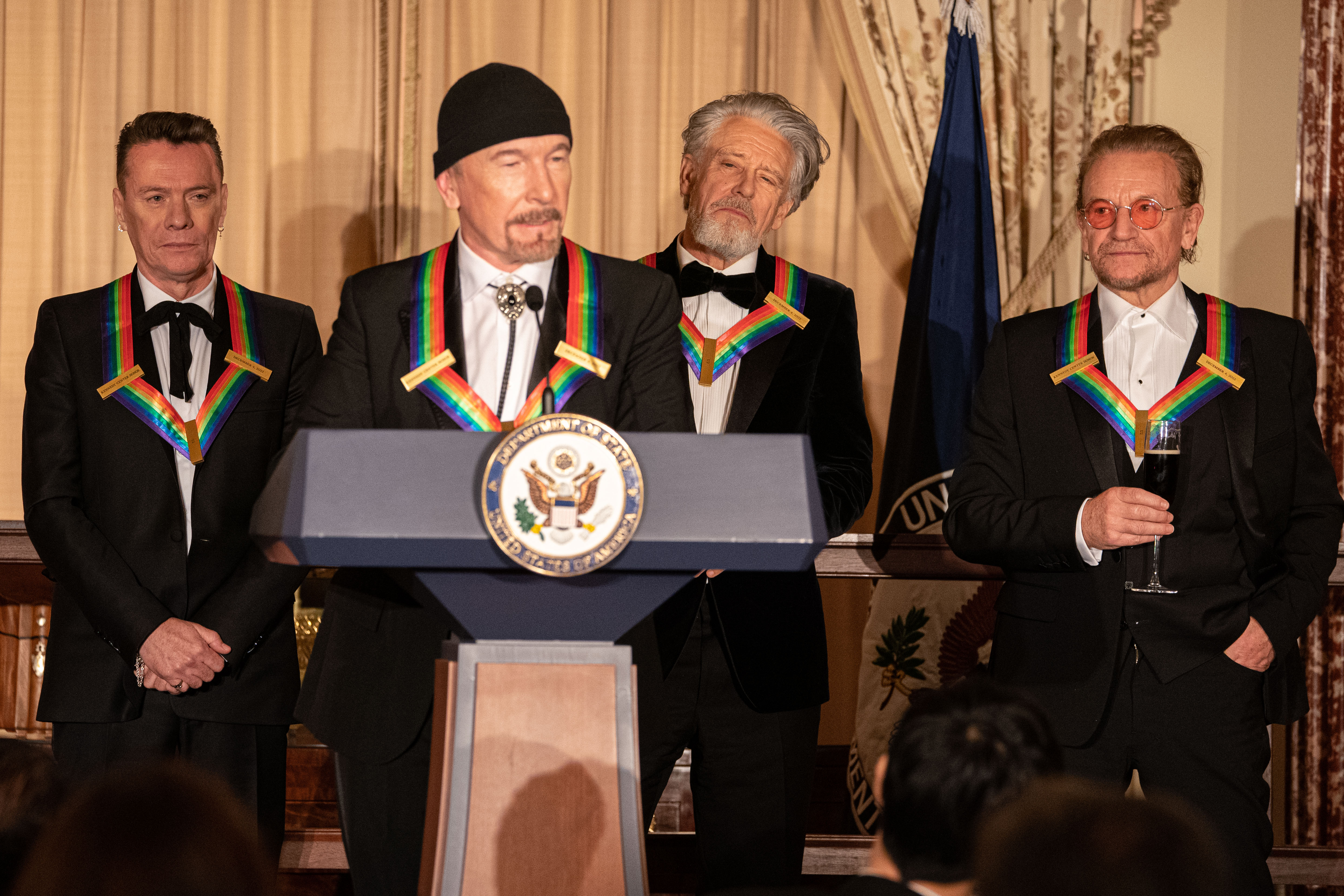
U2 bei der Verleihung des Kennedy-Preises (2022)

Zu den bedeutendsten Auszeichnungen in der Karriere von U2 gehören:
- 22 Grammys
  - 1987 – Best Rock Group Performance und Album of the Year (The Joshua Tree)
  - 1988 – Best Rock Group Performance (Desire), Best Performance Music Video (Where the Streets Have No Name)
  - 1992 – Best Rock Group Performance (Achtung Baby)
  - 1993 – Best Alternative Music Album (Zooropa)
  - 1994 – Best Music Video Long Form (Zoo TV – Live from Sydney)
  - 2000 – Record of the Year, Song of the Year und Best Rock Group Performance (Beautiful Day)
  - 2001 – Record of the Year (Walk On), Best Pop Group Performance (Stuck in a Moment You Can’t Get Out Of), Best Rock Group Performance (Elevation), Best Rock Album (All That You Can’t Leave Behind)
  - 2004 – Best Rock Group Performance, Best Rock Song und Best Short Form Music Video (Vertigo)
  - 2005 – Best Rock Group Performance und Song of the Year (Sometimes You Can’t Make It On Your Own), Best Rock Song (City of Blinding Lights), Best Rock Album und Album of the Year (How to Dismantle an Atomic Bomb)
- 7 BRIT Awards
  - 1988, 1989 und 1990 – International Group
  - 1993 – Most Successful Live Act
  - 1998 – International Group
  - 2001 – International Group, Outstanding Contribution
- Golden Globe Award
  - 2003 – Best Original Song (The Hands That Built America)
  - 2014 – Best Original Song (Ordinary Love)
- 5 MTV Video Music Awards
  - 1987 – Viewer’s Choice – „With or Without You“
  - 1989 – Best Video from a Film – „When Love Comes to Town“
  - 1992 – Best Group Video – „Even Better Than the Real Thing“
  - 1995 – Viewer’s Choice Europe – „Hold Me, Thrill Me, Kiss Me, Kill Me“
  - 2001 – Video Vanguard Award
- 3 MTV Europe Music Awards
  - 1995 – Best Group
  - 1997 – Best Live Act
  - 2009 – Best Live Act
- 14 Meteor Ireland Music Awards (in den Jahren 2001 (3), 2002 (7), 2003 (1), 2006 (3))
- Amadeus Austrian Music Award 2001 + drei Nominierungen (2004, 2005, 2006)

- Nominierung für die Goldene Himbeere in der Kategorie Schlechtester Song für „Hold Me, Thrill Me, Kiss Me, Kill Me“, 1996
- Auszeichnung als Freemen of the City of Dublin, März 2000[58]
- Nominierung für den Oscar in der Kategorie Music – Original Song für „The Hands That Built America“, 2003
- Platz 22 der 100 größten Musiker aller Zeiten des Rolling Stone, 2004[59]
- Aufnahme in die Rock and Roll Hall of Fame, 2005
- Portugiesischer Freiheitsorden für ihr humanitäres Engagement, 2005
- Auszeichnung Botschafter des Gewissens von Amnesty International, 2005
- Nominierung für den Oscar in der Kategorie Music – Original Song für „Ordinary Love“, 2014
- Bambi in der Kategorie Musik International 2014

## Plattenverkäufe
In Deutschland verkaufte die Band bis heute mehr als 5,3 Millionen Alben und Videoalben, womit sie zu den Interpreten mit den meistverkauften Tonträgern in Deutschland zählen. In den USA hat U2 über 51,5 Millionen Alben verkauft und liegt damit auf Rang 21 der Bestseller-Liste. Weltweit sind bisher ca. 170 Millionen Alben verkauft worden.
U2 hält den Rekord für die meisten Nummer-eins-Hits in den irischen Single-Charts. Die Band verzeichnete insgesamt 20 Nummer-eins-Hits. Ihren ersten Nummer-eins-Hit hatte sie 1985 mit The Unforgettable Fire. Ihr bislang letzter Nummer-eins-Hit in Irland war Get On Your Boots im Jahre 2009.